# Kasey Kahne
Kasey Kenneth Kahne (* 10. April 1980 in Enumclaw, Washington) ist ein US-amerikanischer Dirttrack-Rennfahrer und ehemaliger Stockcar-Rennfahrer. Zudem ist er Besitzer eines Wagens in der World-of-Outlaws-Rennserie. Kahne engagiert sich für karitative Angelegenheiten und ist Mitglied des President’s Council on Service and Civic Participation. Er lebt in Huntersville im US-Bundesstaat North Carolina.

## Karriere

### Anfänge
Kahne begann seine Karriere im Rennsport mit Open Wheel-Sprintrennen auf dem Deming Speedway in Deming, bevor er für Rennen des USAC zum Skagit Speedway in Alger wechselte. Er wurde von Steve Lewis unter Vertrag genommen, der auch schon die späteren NASCAR-Rennfahrer Jeff Gordon und Kenny Irwin jr. unter Vertrag hatte. Direkt im ersten Jahr wurde er zum Rookie des Jahres und gewann gleichzeitig die nationale Midget-Meisterschaft. In der darauffolgenden Saison fuhr er weiter Rennen des USAC sowie in der Toyota Atlantic Serie und der World of Outlaws.
Kahne ging an 20 Rennen in der NASCAR Nationwide Series an den Start, wo der den Ford Taurus mit der Startnummer 98 für Robert Yates Racing fuhr. Sein bestes Ergebnis war ein zehnter Platz beim Cabela’s 250. In der Saison 2003 wechselte er in den Great Clips Ford mit der Nummer 38 für Akins Motorsports. Die erste Pole-Position holte er sich auf dem Michigan International Speedway und seinen ersten Sieg bei einem Rennen der Nationwide Series beim Ford 300. Kahne startete auch für zwei Rennen in der Craftsman Truck Series im Team ASE Racing Dodge Ram mit der Startnummer 2 für Ultra Motorsports, die er beide gewinnen konnte.

### Sprint Cup
Kahne ersetzte Bill Elliott im Dodge mit der Startnummer 9, als dieser für die Saison 2004 ankündigte, nur einzelne ausgewählte Rennen fahren zu wollen. Aufgrund der Tatsache, dass Kahne noch einen Vertrag mit Ford hatte, kam es zu einem Rechtsstreit, als er sich entschloss für Evernham zu fahren, die Wagen einsetzten, die von Dodge gesponsert wurden. Erst gegen Zahlung einer Ablösesumme erlaubte Ford den Wechsel zu Dodge. Kahne überzeugte, als er mehrere Rennen beinahe gewinnen konnte (fünf zweite Plätze und 13 Top-5-Ergebnisse), fünf Pole-Positions erlangte und zum Rookie des Jahres gekürt wurde. Nebenbei fuhr er 30 Rennen für Akins in der Nationwide Series und beendete die Saison als 15.

#### 2005
In seiner zweiten Saison im Nextel Cup, dem heutigen Sprint Cup, errang Kahne seinen ersten Sieg, als er das Chevy American Revolution 400 auf dem Richmond International Raceway dominierte. Dies war gleichzeitig der erste Sieg eines Dodge Charger nach der Rückkehr im Jahre 2005. Weiterhin stand Kahne in dieser Saison an zwei aufeinanderfolgenden Wochenende auf der Pole-Position auf dem Darlington Raceway und in Richmond. In der Nationwide Series ging er in diesem Jahr in insgesamt 22 Rennen für Akins und gleichzeitig dem neuen Team von Evernham an den Start. Er gewann das O’Reilly 300 auf dem Texas Motor Speedway und das United Way 300 auf dem Kansas Speedway.

#### 2006
Am Montag, dem 20. März 2006 gewann Kahne das aufgrund von Regen verschobene Golden Corral 500 auf dem Atlanta Motor Speedway. Drei Wochen später gewann er das Samsung/RadioShack 500 auf dem Texas Motor Speedway. Danach gewann er in derselben Saison noch vier weitere Rennen, darunter beide Rennen auf dem Lowe’s Motor Speedway, das Coca-Cola 600 und das Bank of America 500, wo er jeweils vor Jimmie Johnson ins Ziel kam. Die beiden anderen Siege feierte er auf dem California Speedway und Michigan International Speedway.
Am 9. September 2006 erreichte Kahne mit einem dritten Platz auf dem Richmond International Raceway den Chase for the Nextel Cup. Er lag zu diesem Zeitpunkt auf Platz zehn und qualifizierte sich als letzter für den Chase, indem er den amtierenden Titelverteidiger Tony Stewart um 16 Punkte aus dem Rennen warf. Ein Unfall auf dem Dover International Speedway hatte entscheidenden Einfluss auf seine Platzierung und Kahne beendete die Saison als Achter. Neben den Rennen im Nextel Cup ging er auch in der Saison 2006 in der Busch Series an den Start, in der er zwei Rennen gewinnen konnte.

#### 2007

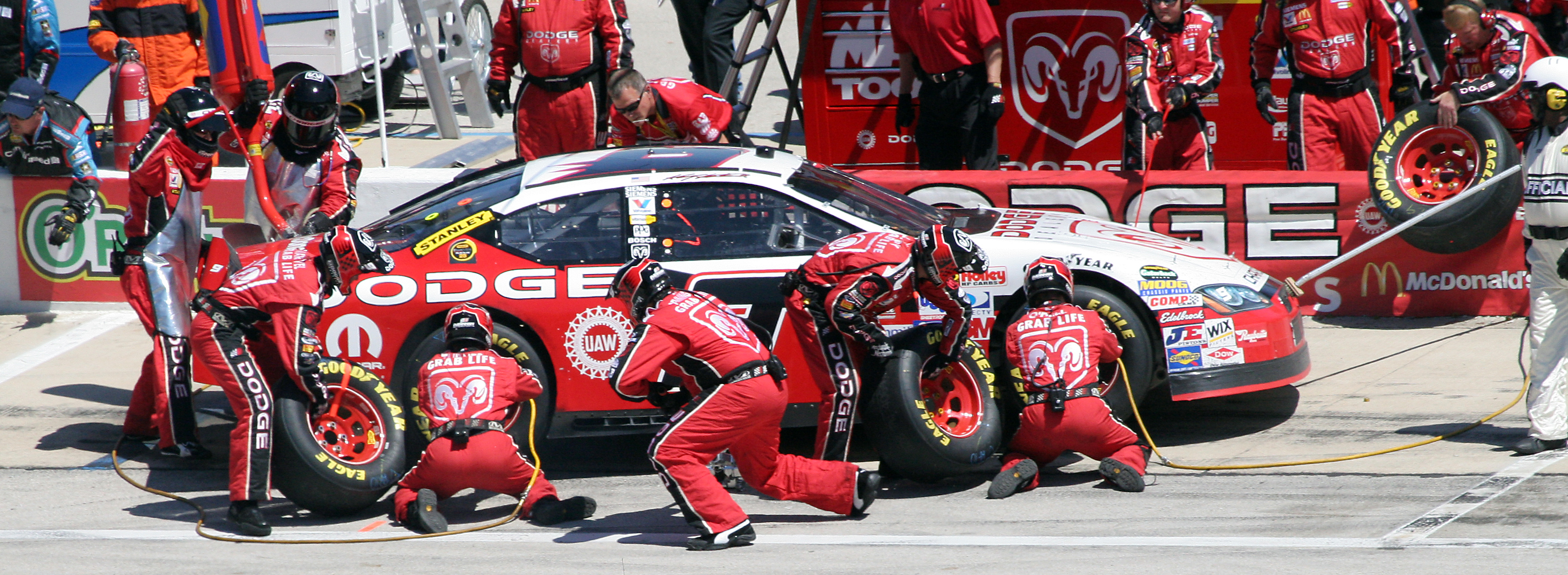
Kasey Kahne bei einem Boxenstopp beim Samsung 500 auf Texas Motor Speedway 2007.

Während des Qualifyings zum Daytona 500 fanden Offizielle Löcher im Fahrwerksschacht seines Dodge Charger. Ein Mitglied seiner Crew sagte, dass nur ein Klebeband abgefallen sei, dass das Loch bedeckte. Die Offiziellen behaupteten hingegen, dass das Klebeband absichtlich aufgeschnitten wurde. Kahne war einer von vier Fahrern neben Matt Kenseth und seinen beiden Teamkollegen Scott Riggs und Elliot Sadler, bei deren Wagen illegale Modifizierungen vorgefunden wurden. Das Team war eines von insgesamt sechs Teams, die beim Mogeln erwischt wurden. Seitdem konnte Kahne kein Top-10-Ergebnis mehr erreichen. Aufgrund einer Pole-Position beim UAW-DaimlerChrysler 400 konnte er sich aber für das Budweiser Shootout qualifizieren.
Seinen ersten Sieg der Saison 2007 erreichte er am 26. Mai 2007 in der Busch Series beim Carquest Auto Parts 300 auf dem Lowe’s Motor Speedway.

#### 2008
Beim ersten Saisonrennen wurde Kahne siebter. Später in der Saison gewann er das NASCAR Sprint All-Star Race XXIV und im Anschluss das Coca-Cola 600 auf dem Lowe’s Motor Speedway. Nach dem Start von der Pole-Position gewann er das Pocono 500. Dennoch erreichte er den für den Chase for the Sprint Cup nötigen zwölften Platz nicht und fuhr den Rest der Saison ohne Chancen auf die Meisterschaft.

#### 2009
Zu Beginn der Saison 2009 fusionierten Gillett Evernham Motorsports und Petty Enterprises. Sie bilden fortan Richard Petty Motorsports. Im Laufe der Saison konnte Kahne zwei Siege erzielen, im Gegensatz zum Vorjahr gelang ihm die Qualifikation zum Chase for the Sprint Cup. Während des Chase gelangen Kahne jedoch nur vier Top-10-Resultate, so dass er am Saisonende Platz zehn der Fahrergesamtwertung belegte. Dies war seine beste Endplatzierung seit der Saison 2006.

#### 2010
Die Saison 2010 begann für Kahne durchwachsen. Mit nur drei Top-10-Platzierungen aus zwölf Rennen liegt er außerhalb der Top 20 in den Punkterängen.

#### 2012
Kahne wechselte in diesem Jahr zu Hendrick-Motorsports, wo er den "Farmers Insurance" Wagen mit der Nummer #5 bekam. Der Saisonanfang war eher durchwachsen für Kahne. Erst zu Saisonende fuhr er oft in die Top Ten. Er konnte nach 36 Rennen 2 Siege und einen vierten Platz in der Gesamtwertung vorweisen.